# Achintee (Ross-shire)
Achintee (Schots-Gaelisch: Achadh an t-Suidhe) is een dorp aan de noordelijke oevers van Loch Carron in de buurt van Strathcarron in Ross and Cromarty in de Schotse Hooglanden.

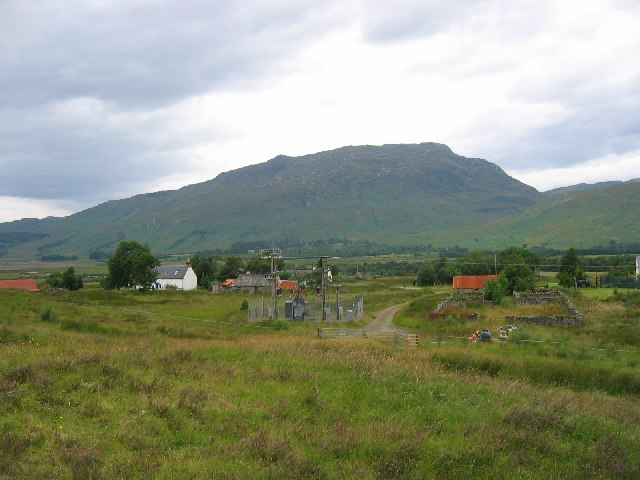